# Unidisc Music
Unidisc Music, aussi appelé Unidisc Music Inc., ou Unidisc Musique,, est un label discographique indépendant canadien, basé à Montréal, au Québec. Il est fondé en 1977 par le disc jockey local George Cucuzzella, et est surtout connu pour sortir des albums rares et assez difficiles à trouver de rock, musique électronique, funk, soul, hip-hop, jazz, reggae, musique latine et de musique a cappella et du milieu des années 1960 à la fin des années 1980, en formats vinyle ou CD.
Il existe deux types d'enregistrement : Unidisc Productions (Int'l.) Ltd. (enregistrements effectués au Canada et Unidisc Music Inc. (enregistrements effectués aux États-Unis). Undisc Music est classé sous le code SIC 509909.

## Histoire
Unidisc est lancé en 1977 par le disc jockey canadien George Cucuzzella, dans la banlieue de Pointe-Claire, à Montréal, au Québec. Dans les années 1970, Montréal, en parallèle à des villes comme Philadelphie et New York, est un lieu de prédilection pour la musique disco. En parallèle, Unidisc se consolide avec le temps et se spécialise dans l’édition et la distribution musicale. Le producteur Vincent Degiorgio explique avoir dirigé le label depuis son appartement à ses débuts. Unidisc Music est considéré par la presse spécialisée comme « l'une des plus importantes maisons indépendantes d'édition de disques au Canada, est établie dans la banlieue montréalaise, à Pointe-Claire (Québec) ». Le label possède un large catalogue musical de genres variés et est considéré, à la fois par le public et la presse spécialisée, comme l'un des plus grands labels discographiques indépendants de tout le Canada.
En septembre 2010, Unidisc Music et DEP Distribution Exclusive Ltée (DEP) annoncent conjointement la signature d'une entente de partenariat stratégique entièrement intégrée avec Universal Music Canada. Randy Lennox, président-directeur général d'Universal Music Canada, déclare que « George Cucuzzella a fait d'Unidisc une entreprise avant-gardiste qui connait un immense succès sur la scène musicale, et nous sommes ravis de collaborer avec lui et avec son équipe, a déclaré M. Lennox. Le partenariat formé par nos entreprises contribuera au renforcement de l'engagement d'Universal sur le marché québécois, et il permettra à Unidisc et à DEP de tirer tous les avantages possibles de cette alliance stratégique ».
En avril 2012, Unidisc annonce la sortie de A Night to Remember, un album double mixé par les DJ Jojo Flores de Montréal et Tony Okungbowa,. L'album contient 32 chansons sélectionnées datant de 1976 à 1984, et couvrent un spectre large, du disco au proto-house. Il est annoncé et publié le 1er mai 2012.
Unidisc Music lance une nouvelle initiative ; Kookoo Records, spécialisée dans la musique électronique et house.

## Artistes notables
- April Wine
- A Foot in Coldwater
- Anvil
- D. Train
- Dynasty
- Earth, Wind and Fire
- Edgar Winter
- Frankie Avalon
- Gary Glitter
- Lee Aaron
- Lime
- Salsoul Orchestra
- The Guess Who
- The Stampeders
- Haywire
- Ronnie Hawkins
- Ike and Tina Turner
- Moxy
- The Nylons
- Skydiggers